# Пикчер Рокс (Аризона)
Пикчер Рокс (енгл. Picture Rocks) насељено је место без административног статуса у америчкој савезној држави Аризона.

## Демографија
По попису из 2010. године број становника је 9.563, што је 1.424 (17,5%) становника више него 2000. године.
| Група             | 2000.         | 2010.         |
| Белци             | 6.725 (82,6%) | 7.580 (79,3%) |
| Афроамериканци    | 47 (0,6%)     | 72 (0,8%)     |
| Азијати           | 31 (0,4%)     | 44 (0,5%)     |
| Хиспаноамериканци | 1.120 (13,8%) | 1.558 (16,3%) |
| Укупно            | 8.139         | 9.563         |